# Theog
Theog es una ciudad y concejo municipal situada en el distrito de Shimla,  en el estado de Himachal Pradesh (India). Su población es de 4353 habitantes (2011). Se encuentra a 32 km de Shimla.

## Demografía
Según el censo de 2011 la población de Theog era de 4353 habitantes, de los cuales 2228 eran hombres y 2125 eran mujeres. Theog tiene una tasa media de alfabetización del 93,21%, superior a la media estatal del 82,80%: la alfabetización masculina es del 95,05%, y la alfabetización femenina del 91,28%.